# Пригоди кота Фріца
Пригоди кота Фріца (англ. Fritz the Cat) — американський комедійний мультфільм 1972 року. Режисер і автор сценарію — Ральф Бакши, для якого стрічка стала дебютною. Фільм оснований на однойменному коміксі, створений Робертом Крамбом. Він став першим анімаційним фільмом, що отримали в США рейтинг X (не рекомендується дивитися людям до 17 років). Головний герой фільму — антропоморфний кіт Фріц (озвучений Скіпом Хіннантом), що живе в Нью-Йорку середини 1960-х років і досліджує ідеали гедонізму і соціально-політичної свідомості. Фільм є сатирою на життя американської молоді 1960-х: міжстатеві стосунки, вільну любов і політику правого та лівого толку. «Пригоди кота Фріца» став найуспішнішим представником незалежної анімації, зібравши в світовому прокаті 190 мільйонів доларів.
Після закінчення Вищої школи мистецтв і дизайну Бакши протягом десяти років працював над мультиплікаційними короткометражними фільмами для студії Terrytoons, після чого заснував власну компанію. Однак він не став продовжувати робити те ж, що і раніше, а задумав випустити щось своє. Незабаром з'явився сценарій для мультфільму «Важкий шлях», де розповідається історія про вуличне життя міста. Але продюсер Стів Кранц сказав Бакши, що керівництво компанії не буде фінансувати проєкт через його змісту і браку досвіду молодого режисера. Після цього Бакши виявив в книжковому магазині випуск журналу «Fritz the Cat». Вражений сатирою Крамба, він запропонував Кранцу перетворити комікс в повнометражний фільм.
Створення фільму супроводжувалося проблемами. Критики в цілому позитивно оцінили дебютну роботу Ральфа Бакши. Крамб заявляв, що не укладав угоди з авторами фільму: договір підписувала його перша дружина, а він сам дозволу на знімання не давав. Також Крамб критикував те, як творці фільму обійшлися з його матеріалом. «Пригоди кота Фріца» має сумнівну репутацію через рейтинг і, на думку критиків того часу, занадто зухвалого змісту. Успіх фільму призвів до того, що на світ з'явилося безліч інших мультфільмів, які підходили так чи інакше під рамки рейтингу X, а також продовження, «Дев'ять життів кота Фріца», створений без участі Крамба і Бакши.

## Сюжет
У нью-йоркському парку зібралися хіпі, щоб під гітару співати протестні пісні. З'являється Фріц з друзями в надії знайти дівчат. Коли повз проходить трійця красунь, Фріц і його друзі роблять все, щоб привернути їхню увагу, але дівчат більше займає ворон, що стоїть неподалік. Дівчата намагаються загравати з вороном, ненавмисно жартуючи над неграми. Раптово ворон критикує дівчат за сказані слова і йде з парку. Фріц намагається привернути до себе увагу дівчат, намагаючись переконати їх, що він — стражденна душа, і запрошує «шукати правду». Вони приходять у квартиру одного Фріца, де в самому розпалі буйна вечірка. Всі кімнати зайняті, і Фріц тягне подружок у ванну, де всі четверо займаються груповим сексом. Тим часом до квартирі підходять свині-поліцейські, щоб припинити веселощі. Поки двоє полісменів піднімаються по сходах, один з учасників вечірки виявляє у ванній Фріца з дівчатами. До дії приєднується ще кілька персонажів, відтісняючи Фріца. Залишившись без сексу, кіт дістає косяк і закурює. Поліцейські вдираються в квартиру, але нікого не знаходять, тому що всі перемістилися в ванну. Коли одна з свиней заглядає у ванну, Фріц ховається в туалеті. Свиня видихається, укурений Фріц вискакує з укриття, дістає пістолет поліцейського і стріляє в унітаз. Трубу прориває, і потужний потік виносить всіх з квартири. Свині переслідують Фріца, але він вбігає в синагогу. У цей момент всі парафіяни встають, щоб вітати рішення США направити в Ізраїль нову партію зброї, і Фріцу вдається втекти від поліцейських.
Фріц повертається додому в гуртожиток; сусіди не звертають на нього уваги. Він підпалює зошити і книги. Вогонь поширюється по гуртожитку, і незабаром загоряється вся будівля. У гарлемскому барі Фріц грає в більярд з Дюком Вороном. Ледве уникнувши бійки з барменом, Дюк пропонує Фріцу «валити», а потім вони викрадають машину. Після шаленої гонки машина летить вниз з мосту, але Дюк встигає врятувати Фріцу життя. Обидва опиняються в квартирі Берти, колишньої повії, тепер займається торгівлею наркотиками. Фріц викурює кілька косяків. Марихуана посилює лібідо, і Фріц біжить в провулок, щоб зайнятися сексом з Бертою. В ході процесу Фріц усвідомлює, що «повинен розповісти людям про революції!». Він стає організатором заворушень. Дюк отримує кулю, а Фріца переслідують поліцейські.
Фріц ховається в провулку, де його знаходить подруга-лисиця Уїнстон Шварц. Вона везе його з собою в Сан-Франциско на машині. По дорозі вона зупиняється в ресторані «Говард Джонсонс» і розчаровує Фріца відмовою відвідувати незвичайні місця. Коли посеред пустелі в машині закінчується бензин, Фріц вирішує кинути дівчину. Пізніше він зустрічає Блю кролика-байкера, який підсів на героїн. Разом з його коньоподібною дівчиною по імені Геррієт, Фріц вирушає в підпільне укриття, де група революціонерів планує вибух електростанції. Геррієт намагається умовити Блю піти, за що той б'є її кілька разів і приковує ланцюгом. Фріц обурюється таким зверненням і вирішується втрутитися у справу, але у відповідь отримує від ватажка удар по обличчю газовим пальником. Потім вся група ґвалтує Геррієт. У наступній сцені вона сидить на кладовищі, гола і психологічно травмована. Фріц вкриває її курткою і в одній машині з ватажком виїжджає в бік електростанції. Вже встановивши заряд динаміту, кіт відчуває сумнів. Ватажок підпалює гніт і їде, а головний герой намагається відірвати динамітну шашку, але безуспішно. Електростанція вибухає разом з Фріцем.
У госпіталі Лос-Анджелеса Геррієт (одягнена як черниця) і дівчата з нью-йоркського парку приходять доглядати за Фріцем. У цій сцені, як пише Джон Грант у книзі «Masters of Animation», головний персонаж усвідомлює, що йому слід триматися свого споконвічного гедонистического світогляду і дозволити світові самому піклуватися про себе". В останньому епізоді глядачі бачать Фріца, знову займається сексом з дівчатами з парку.

## Створення
Ральф Бакши
У Вищій школі мистецтв і дизайну Ральф Бакши спеціалізувався в області карикатури. Професією мультиплікатора він опанував у нью-йоркській студії Terrytoons, де протягом десяти років анімував  таких персонажів, якМайти Маус, Хекл и Джекл и Deputy Dawg. У 29 років Бакши очолив відділ анімації Paramount Pictures, ставши одночасно сценаристом і режисером, і встиг випустити чотири експериментальних короткометражних фільми, перш ніж студію закрили в 1967 році. Разом з продюсером Стівом Кранцем Бакши відкрив власну студію, Bakshi Productions. У 1969 році у компанії з'явилося підрозділ Ralph's Spot, завданням якого стало створення рекламних роликів для The Coca-Cola Company, а також серії освітніх мультфільмів «Max, the 2000-Year-Old Mouse»  за замовленням Брітаніки. Однак Бакши не бачив інтересу у виробництві подібних фільмів і прагнув створити щось своє. У 1971 році Los Angeles Times процитував його слова: «Думка, що дорослі люди можуть сидіти за столом, малюючи метеликів, що пурхають над квітучим лугом, коли американські літаки скидають бомби на В'єтнам, а діти марширують вулицями, сміхотворна». Незабаром Бакши написав сценарій для мультфільму «Важкий шлях», історію про вуличне життя міста. Але Кранц сказав Бакши, що керівництво компанії не буде фінансувати проєкт через його зміст і брак досвіду у Бакши.
Переглядаючи книги Сент-Маркс-Плейс, Бакши виявив випуск журналу «Fritz the Cat» Роберта Крамба. Вражений гострою сатирою Крамба, Бакши купив номер журналу і запропонував Кранцу перетворити комікс в повнометражний фільм. Бакши хотів бути режисером майбутнього фільму, оскільки вважав творчість Крамба близько відображає його власні погляди. Кранц організував зустріч з Крамбом, під час якої Бакши продемонстрував зроблені ним малюнки в спробі наслідувати характерний стиль Крамба. Це повинно було показати можливість перетворення коміксу в мультфільм. Підкорений завзятістю Бакши, Крамб передав йому один із своїх блокнотів як додатковий матеріал.
Поки Кранц займався юридичними питаннями, почалася розробка презентації для потенційних студій-замовників, у тому числі виготовлення листа целулоїду розміром з плакат, демонструє малюнок, накладений на перемальований  фотографічний пейзаж, як Бакши бачив майбутній фільм. Однак, попри ентузіазм, Крамб не був впевнений, що хоче довірити Бакши створення фільму, і відмовився підписувати контракт. Художник Он Бодьою не радив Бакши зв'язуватися з Крамбом, назвавши останнього слизьким типом. Бакши згодом погодився з Бодеєм, назвавши Крамба «одним з найслижчих ділків, яких можна зустріти в житті». Кранц відправив Бакши в Сан-Франциско, де режисер зустрічався з Крамбом і його дружиною, сподіваючись домогтися підписання контракту. Через тиждень Крамб поїхав, залишивши майбутнє фільму невизначеним. Через два тижні після повернення Бакши в Нью-Йорк, Кранц прийшов до нього в кабінет і заявив, що отримав права на знімання фільму. Контракт, користуючись довіреністю, підписала Дана, дружина Крамба. Останній отримав 50 000 доларів, виплачені у кілька частин протягом роботи над мультфільмом. Ще 10 % належало Кранцу.

### Фінансування та поширення
Отримавши права на персонажа, Кранц і Бакши почали пошуки дистриб'ютора. «Коли я кажу, що всі великі дистриб'ютори відмовилися від мультфільму, я не перебільшую, — згадував Кранц. — Не було проєкту, сприйнятого з меншим ентузіастом. Мультфільм — лайливе слово для дистриб'юторів, впевнених, що тільки Дісней здатний намалювати дерево».

Навесні 1970 року Warner Bros. погодилася фінансувати створення і зайнятися поширенням фільму. Першим завершеним епізодом стали сцени в Гарлемі. Кранц пропонував випустити готову частину у вигляді 15-хвилинної короткометражного фільму на випадок, якщо фінансування припиниться, але Бакши був настроєний закінчити весь фільм. Наприкінці листопада Бакши і Кранц змонтували презентаційну стрічку, що включала сцени в Гарлемі, олівцеві ескізи і фотографії підготовленої Бакши розкадровки. В одному з інтерв'ю Бакши сказав:
Керівництво Warner Bros. вимагало згладити сексуальні моменти, а на озвучування запросити зірок. Бакши відповів відмовою, і Warner Bros. відмовилася оплачувати роботу, що змусило Кранца шукати нове джерело фінансування, що врешті-решт призвело до укладення договору з Джеррі Гроссом, власником студії Cinemation Industries, , що спеціалізувалася на дистрибуції експлуатаційних фільмів. Хоча у Бакши не було часу підготувати презентацію, Гросс погодився фінансувати «Фріца» і організувати його прокат, вважаючи, що він впишеться у формат Грайндхаусів. Додаткове фінансування забезпечив Саул Зейнц, який погодився поширювати саундтрек фільму через свій лейбл Fantasy Records.

### Режисура

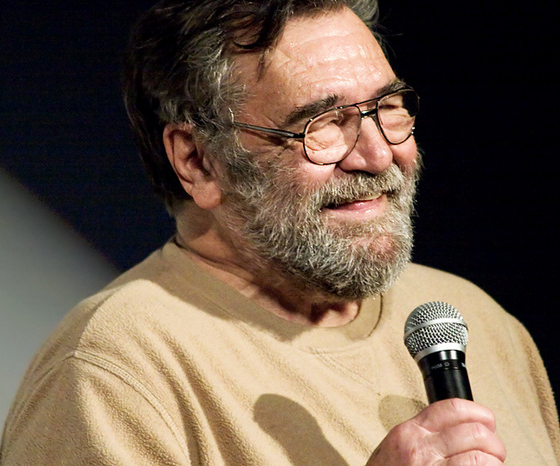
Фільм став режисерським дебютом Ральфа Бакши

Спочатку Бакши не збирався бути режисером фільму, оскільки багато років займався анімацією персонажів-тварин, а «Фріц» повинен був стати фільмом про людей [1]. Але його зацікавила тема, що було викликано схилянням перед «абсолютним генієм» Крамб [2]. Під час розробки сценарію у Бакши, як він сам говорив, «почала крутитися голова», коли він розумів, що
У своїх записках аніматор Козмо Анцилотті Бакши дуже точний і навіть спеціально вказує, що ворони курять маріхуану, а не тютюн. Бакши наполягає: «На екрані повинно бути видно, що це трава. Це важлива деталь персонажа».
Початкова сцена задає сатиричний тон фільму. Місце дії визначається не тільки способом, а й голосом Бакши, вустами свого персонажа характеризує 1960-і: «веселі часи, важкі часи». Відкриває фільм розмова трьох робочих-будівельників за обідом зачіпає багато тем, які фігурують в ході дії фільму, в тому числі вживання наркотиків, соціальний і політичний клімат тієї епохи. Коли один з робітників мочиться з будівельних лісів, з'являються титри, де на тлі чорного екрану падають краплі. Коли титри закінчуються, видно, що робочий помочився на довговолосого хіпі з гітарою. Карл Ф. Коен писав, що фільм «є продуктом радикальної політики того часу. Бакши зобразив життя Фріца яскраво, смішно, сексистски, натуралістично, жорстоко і обурливо».

З приводу своєї режисури Бакши говорив:
Бакши хотів зробити фільм антитезою будь-якого мультфільму, створеного The Walt Disney Company. Зокрема, в «Коті Фріц» присутній дві сатиричні посилання на Діснея. В одній сцені з'являються силуети Міккі Мауса, Мінні Маус і Дональда Дака, вітають ВПС США, літаки яких скидають напалом на негритянський квартал під час заворушень. В іншій сцені є посилання на епізод з парадом рожевих слонів «Дамбо». Епізод, в якому камера пролітає над купою сміття на занедбаному пустирі в Гарлемі, потім буде відтворено у фільмі «Hey Good Lookin'».

### Сценарій
Початковий сценарій складався переважно з діалогів і мало відрізнявся від коміксів Крамба. Однак він залишився майже незатребуваним через експериментальний підхід до викладу сюжету. Бакши пояснював: «Я не люблю загадувати наперед. Те, що ви подумаєте про фільм в перший день, може змінитися сорок тижнів потому. Персонажі розвивалися, і я хотів залишити собі можливість змінювати сценарій, яскравіше виписуючи своїх героїв… Це було щось на зразок потоку свідомості і самонавчання для мене самого». Бакши намагався надати реалізм матеріалу, зображуючи героїв без жодних шаблонів поведінки тварин-прототипів.

Перша частина сценарію була запозичена з комікса з тією ж назвою, опублікованого в номері «R. Crumb's Head Comix» 1968 року, друга мала в основі комікси серії «Fritz Bugs Out», що виходила з лютого по жовтень 1968 року в журналі Cavalier, а заключна містила елементи коміксу «Fritz the No Good», вперше опублікованого у вересневому/жовтневому номері Cavalier в 1968 році. Друга половина фільму значно відрізняється від першоджерела. Історик мультиплікації Майкл Беррієр описує цю частину фільму як «похмурішу, ніж у Крамба, і значно більш жорстоку». Бакши пояснив, що відійшов від оригіналу, оскільки відчув, що коміксу бракує глибини:
Небажання Бакши використовувати антропоморфних персонажів, які ведуть себе як їх прототипи з дикої природи, призвело до того, що він переписав сцену з «Fritz Bugs Out», в якій Дюк рятує Фріца, злетівши разом з ним: у фільмі Дюк чіпляється за перила, перш ніж машина падає з моста в річку. Бакши не був повністю задоволений таким варіантом, але зміг уникнути використання у цій сцені здатності тварин.
У фільмі два персонажі носять ім'я Уїнстон: одна з'являється на початку і в кінці фільму, інша — Вінстон Шварц, подружка Фріца. Майкл Беррієр зазначає, що Уїнстон Шварц, яка відіграє помітну роль в «Fritz Bugs Out» та «the Fritz No Good», не отримала відповідного подання у фільмі Бакши, і наявність тезки могло бути спробою це виправити. Однак однойменні персонажі виглядають і говорять зовсім по-різному. Бакши збирався завершити фільм смертю Фріца, але Кранц заперечував проти такого закінчення, і Бакши в кінцевому підсумку змінив фінал.

### Підбір акторів, звуковий та музичний супровід
На озвучування персонажів були запрошені Скіп Хіннант, Розетта Ленуар, Джон Мак-Кері, Філ Зойлинг і Джуді Энглз. Хіннант, який згодом став відомий по передачі "The Electric Company, був запрошений на роль Фріца, оскільки, як сказав Бакши, «мав від природи голос брехливий». Бакши і Зойлинг імпровізували, озвучуючи комічно безглуздих свиней-поліцейських. Бакши сподобалося займатися озвучуванням, і згодом він подарував свій голос ще кільком персонажам своїх фільмів. Голос, записаний ним для фільму, був їм відтворено при озвучуванні штурмовика в науково-фантастичному мультфільмі 1977 року «Чарівники».

У деяких епізодах використані документальні звукозаписи, зроблені і відредаговані Бакши. Це зроблено для підвищення реалістичності. Бакши говорив:
Хоча звукооператори вимагали переписати діалоги у студії, Бакши наполягав  на використанні свого матеріалу.
Майже всі діалоги, за винятком невеликого числа з участю головних героїв, були цілком записані на вулицях Нью-Йорка. Для вступної сцени фільму Бакши найняв двох будівельників, заплатив їм по 50 доларів, розпил з ними пляшку віскі і записав розмову. Епізод в парку на Вошингтон-Сквер озвучений із залученням лише одного професійного актора, Скіпа Хиннанта; голоси друзів Фріца належать відвідувачам парку. Одна зі сцен, не заснована на коміксі Крамба, в якій Фріц біжить через синагогу, заповнену вірянами рабинами, записана з використанням голосів батька Бакши і його братів. Ця сцена придбала особливе значення для Бакши, коли батько і дядько померли. Бакши писав: «Слава богу, що я записав їхні голоси. Мій батько і родина моляться. Зараз так радісно це чути». Бакши також побував у гарлемському барі, де кілька годин записував свої п'яні розмови з завсідниками-неграми.
Музику до фільму склали Ед Богас і Рей Шенклін. Також у фільмі використані пісні Кола Чейдера, Бо Діддлі і Біллі Холідей. Права на пісню Холідей «Yesterdays» Бакши купив за 35 доларів.

### Мультиплікація

Фріц намагається привернути увагу трьох дівчат у парку на Вошингтон-Сквер. Фон виконаний в акварелі по контурах фотографії, що додає фільму стилізований реалізм і практично не зустрічається в мультфільмах

Багато аніматорів, які працювали над фільмом, були професіоналами, з якими Бакши працював у Terrytoons, в тому числі Джим Тайер, Джон Джентилелла, Нік Тэфури, Мартін Тейрас, Ларрі Райлі та Кліфф Огастін. Згідно з словами Бакши, на підбір команди знадобилося досить багато часу. Аніматори, які не любили вульгарність або мали бажання «бути непристойним і намалювати кілька брудних картинок», надовго не залишалися. Один з художників відмовився малювати момент, де ворон-негр стріляє в свиню-поліцейського. Пішли дві жінки-аніматора: одна через те, що не могла розповісти своїм дітям, чим заробляє на життя, інша-не захотіла малювати оголену жіночу груди.

Щоб заощадити гроші шляхом відмови від розкадровки, Бакши дозволив художнику-мультиплікатору Джону Спейри намалювати кілька початкових сцен з Фріцем. Бакши стверджує, що знав, що «Спейри виконає завдання з блиском». Фотокопії малюнків з цих сцен потім були роздані іншим художникам. Фільм був створений майже без попереднього знімання (англ. Pencil test). Бакши говорив:
Бакши змушений був оцінювати анімацію просто гортаючи пачку малюнків, на екрані з'явився тільки остаточний результат. Ветеран анімації Тед Боніксен з компанії Warner Bros. повністю присвятив себе роботі над фільмом, аж до того, що малював епізод в синагозі, страждаючи лейкемією і беручи роботу додому на ніч.
У травні 1971 року Бакши перевіз студію в Лос-Анджелес, щоб найняти там додаткових художників. Деякі аніматори, у тому числі Рід Скрайбнер, Дік Ланді, Вергілій Волтер Росс, Норман Мак-Кейб і Джон Спейри, вітали режисерський дебют Бакши і вважали, що «Кіт Фріц» внесе в індустрію різноманітність. Інші аніматори були проти Бакши і розмістили в The Hollywood Reporter рекламу, яка затверджувала, що «непристойностям» Бакши в Каліфорнії не раді. Бакши відреагував так: «Я не знав, хто всі ці люди, тому що прибув з Нью-Йорка, так що плюнув на цю рекламу». Однак Бакши пригнічувала негативна реакція на фільм колег по цеху.

### Знімання
Для Айри Тарека простіше було створити фон з допомогою перемальовування фотографій, тому Ральф Бакши і Джонні Віта прогулялися вулицями Нижнього Іст-Сайда, у парку по Вошингтон-Сквер, в Чайнатауні і Гарлемі, щоб зробити характерні знімки. Тарек переніс контури фотографій на плівку за допомогою рапідографа, капілярної ручки, якої віддавав перевагу користуватися Крамб, що додало фонових малюнків стилізований реалізм. Ця технологія раніше ніколи не використовувалася в мультиплікації. Коли Тарек закінчував черговий малюнок, його копіювали на акварельний папір для Віти і на анімаційний папір для художників-мультиплікаторів, які мали персонажів у відповідності з фоном. Коли Віта зафарбовував фон, оригінальний малюнок Тарека на плівці розташовувались над ним, заміщаючи фотокопії ліній. Але не всі фонові малюнки були створені за фотографіями. Колірна гамма фону була створена під впливом «школи Ешкен», представленої такими художниками, як Джордж Лукс і Джон Слоан. У фільмі також використовується спотворена перспектива, щоб відобразити, як місто бачать хіпі і хулігани.

## Рейтинг
До того часу, як почалася робота над фільмом, компанія Cinemation випустила в прокат фільм Мелвина Ван-Пиблза «Sweet Sweetback's Baadasssss Song», що мав відносний успіх у прокаті, і дистриб'ютори сподівалися, що фільм «Пригоди кота Фріца» виявиться навіть більш прибутковим. Мультфільм отримав рейтинг «X» по системі MPAA, ставши першим мультфільмом з таким рейтингом. Стів Кранц стверджував, що через рейтинг фільм втратив кілька прокатних днів, а 30 американських газет відмовилися розміщувати рекламу або друкувати огляди. Обмежений показ призвів до того, що Cinemation рекламувала фільм як «90 minutes of violence, excitement, and SEX…he's X-rated and animated!» (90 хвилин насильства, хвилювання та сексу… він має рейтинг „X“ та анімований!). Через це Бакши вважав, що «ми ледь не втратили суть через зайву прямолінійність». Пізніше цей слоган буде використаний у перевиданні мультфільму на DVD, яке випустила компанія Metro-Goldwyn-Mayer.
Стиль рекламної кампанії і рейтинг фільму призвели до того, що багато хто вважав його порнографічним. Коли в Університеті Південної Каліфорнії фільм представили як порнографічний, Бакши заперечив: «Кіт Фріц — не порнофільм». У травні 1972 року журнал Variety повідомило, що Крантц оскаржує рейтинг фільму, стверджуючи, що злягання тварин не є порнографією. MPAA відмовилася прийняти це заперечення. Зрештою нерозуміння суті фільму було усунуто після статей в Rolling Stone і The New York Times і участі стрічки у Каннському кінофестивалі 1972 року.
Перед виходом фільму американські дистриб'ютори спробували заробити на інтерес публіки до фільмів рейтингу «X», спішно підготувавши дубльовані версії двох мультфільмів для дорослих з Японії і містили матеріал, підпадав під рейтинг «X»: «Senya Ichiya Monogatari» і «Kureopatora», відповідно перейменованих в «One Thousand and One Arabian Nights» і «Cleopatra: Queen of Sex». Однак обидва мультфільму в MPAA направлені не були і не отримали рейтинг «X». У схожій ситуації був фільм «Down and Dirty Duck», який також рекламувався як фільм з рейтингом «X», але не був направлений в кіноасоціацію. Французько-бельгійський мультфільм «Tarzoon: Shame of the Jungle» вийшов з рейтингом «X» для версії з субтитрами, але дубльований варіант 1979 року отримав рейтинг «R».

## Прем'єра відгуки критиків
Прем'єра «Кота Фріца» відбулася 12 квітня 1972 року одночасно в Голлівуді і Вашингтоні. Хоча прокат фільму був обмеженим, він став світовим хітом. Збори склали понад 100 мільйонів доларів, що зробило його самим успішним незалежним мультфільмом в історії. Критики відгукувалися по стрічці позитивно, однак американський критик Вінсент Кенбі з The New York Times залишив суперечливий відгук. З одного боку, він писав, що фільм — низькопробний і вульгарний, з іншого — «смішний від початку до кінця». Джудіт Крайст, критик журналу New York Magazine, писала: «Як Крамб, Бакши і продюсер Стів Кранц вловили страх, обман і слабкість і використовували шалений сміх, щоб приховати крик. <…> „Кіт Фріц“ — бенкет для вільного розуму». Підлогу Сарджент Кларк The Hollywood Reporter назвав фільм «сильним і зухвалим», в той час як Newsweek писав про «нешкідливу безглузду сагу для молоді, створену тільки щоб потрясти касу» The Wall Street Journal і Cue опублікували неоднозначні рецензії. Томас Олбрайт з Rolling Stone написав захоплений попередній огляд в номері від 9 грудня 1971 року, ґрунтуючись на 30 хвилинах фільму, які він подивився. Але в рецензії, надрукованій після виходу фільму, Олбрайт бере свої слова назад і пише, що готовий фільм став «справжньою катастрофою» через недостатню кількість зображень на екрані, «дубового сюжету» і «юнацького» сценарію, надмірно покладаючись на побиті жарти та несмачний етнічний гумор. Вебсайт Rotten Tomatoes, що дає оцінку фільмів по оглядам багатьох критиків, поставив мультфільму 56 %.

У статті Майкла Беррієра 1972 року, присвяченій створенню фільму, Бакши розповідає про враження від двох різних показів. Про реакцію глядачів на попередньому перегляді в Лос-Анджелесі Бакши говорить: «Вони забули, що це малюнки. Вони ставилися до побаченого як до звичайного фільму. <…> Ось що має значення — змусити людей сприймати мультфільм всерйоз». Бакши також був присутній на показі фільму в Музеї сучасного мистецтва і згадував про це так: «Деякі запитували, чому я проти революції. Виходить, що мультфільм змусив їх відірвати дупи від м'яких крісел і розсердитися».

### Реакція Крамба
Роберт Крамб вперше подивився фільм в лютому 1972 року під час перебування у Лос-Анджелесі, в компанії друзів, андеграундних карикатуристів: Спейна Родрігеса, С. Клея Вілсона, Роберта Вільямса і Ріка Гріффіна. Як стверджує Бакши, фільм сподобався всім, крім Крамба, який прямо сказав про це Бакши. Крім іншого, карикатурист, стверджував, що Скіп Хіннант був невдалим вибором для озвучування Фріца, і Бакши варто самому озвучувати головного героя. Пізніше в інтерв'ю Крамб сказав, що вважає фільм
Як недолік Крамб також зазначив засудження у фільмі лівого радикалізму, відмежувавшись від фінального «жлобського (реднековского) і фашистського», діалогу Фріца і заявивши: «Фріцу вклали в уста такі слова, які я ніколи не змусив би його мовлення».
Повідомлялося, що Крамб в судовому порядку вимагав прибрати з титрів фільму своє прізвище. Адвокат у справах про захист інтелектуальної власності з Сан-Франциско Альберт Морзе стверджує, що судового позову не було, але угода про вилучення імені Крамба з титрів було досягнуто. Однак, ім'я Крамба залишалося в титрах остаточної версії з часу прем'єри в кінотеатрах, що робить попередні твердження сумнівними. Пізніше Крамб випустив комікс, в якому Фріца вбивають, і стверджував, що «надіслав лист, в якому просив більше не використовувати ні одного зі своїх персонажів у фільмах». За його твердженням, «Пригоди кота Фріца» — «один з тих дослідів, про які я забув. Останній раз я бачив фільм, коли відвідував німецьку школу мистецтв в середині 1980-х, і в той раз я змушений був дивитися його разом зі студентами. Це було болісне випробування, принизливе утруднення. Я згадую, що тільки Віктор Москозо попереджав мене, що якщо я не зупиню створення фільму, я буду жаліти про це все життя — і він був прав».

В інтерв'ю 2008 року Бакши назвав Крамба «ділком» і сказав:
Бакши також стверджував, що Крамб погрожував відмежуватися від будь-якого карикатуриста, співпрацював з режисером, що зменшило б їх шанси опублікувати свої роботи.

## Спадщина
Бакши казав, що почувається зв'язаним, використовуючи у своїй дебютній роботі антропоморфних персонажів, і в стрічках «Важкий шлях» та «Ей, добре виглядаєш» зосередився суто на неантропоморфних героїв, але пізніше знову повернувся до антропоморфних в мультфільмі «Чорношкірі». Хоча мультфільм часто називають інноваційним за зображення на екрані того, що раніше не показували, наприклад, відвертої сексуальності та насилля; режисер, як писав Джон Грант у книзі «Masters of Animation», відзначав, що його проєкт — «проривне кіно, відкрило зовсім нові перспективи мультиплікаторів Сполучених Штатів», показавши «майже зухвало точне зображення певного шару західного суспільства в певну епоху, […] і це прекрасно відчувається». Майкл Беррієр описує «Пригоди кота Фріца» і «Важкий шлях» як «не просто провокативні, а вкрай амбітні стрічки». Беррієр називає їх спробою «рушити за межі того, що було зроблено в старих мультфільмах, навіть покладаючись на їх сильні сторони». «Кіт Фріц» був поміщений журналом «Time Out» на 42 місце в списку найбільших мультфільмів. Він зайняв 51-е місце в списку 100 найкращих фільмів усіх часів, складеному Online Film Critics Society, і 56 місце в списку 100 найбільших мультфільмів, складеному Channel 4. Кадри з фільму були використані в музичному кліпі Guru на пісню 2007 року «State of Clarity».
В 1974 році було знято продовження мультфільму «Дев'ять життів кота Фріца». Попри те, що продюсер Стів Кранц і актор Скіп Хіннант працювали над продовженням, Ральф Бакши в його зніманні участі не брав. Режисером «Дев'яти життів…» став Роберт Тейлор, який написав сценарій разом з Фредом Холлідеєм і Еріком Монте. Поширенням «Дев'ять життів кота Фріца» займалася компанія American International Pictures. Було визнано, що фільм поступається своєму попереднику.